# Piłatka (województwo lubelskie)
Piłatka – wieś w Polsce położona w województwie lubelskim, w powiecie janowskim, w gminie Godziszów.
W latach 1975–1998 miejscowość położona była w województwie tarnobrzeskim. Według Narodowego Spisu Powszechnego (III 2011 r.) wieś liczyła 321 mieszkańców i była szóstą co do wielkości miejscowością gminy Godziszów.

## Położenie
Piłatka to niewielka wioska położona w północnej części Roztocza, około 15 km od Janowa Lubelskiego. Od strony południowej jest otoczona lasem iglastym, od zachodu polami przeplatanymi kępami zagajników z drzewami liściastymi, od północy i wschodu polami uprawnymi. Teren wioski i okolicy jest pagórkowaty. W niektórych występują pagórki o wysokim wzniesieniu. W okolicy Przymiarku występują głębokie wąwozy, porośnięte drzewami ciągnącymi się do wioski Antolin, położonej około 1 km od Piłatki, w kierunku zachodnim. 

## Obiekty sakralne
W Piłatce znajduje się Kościół pw. Matki Bożej Wspomożenia Wiernych, umiejscowiony w wyższej części wioski. W środkowej części wsi znajduje się remiza OSP oraz sklep. Przy wjeździe do wioski, zaraz koło lasu, po prawej stronie znajduje się szkoła podstawowa, a po lewej cmentarz.

## Historia
Wieś Piłatka powstała na początku XIX wieku na gruntach Ordynacji Zamojskiej. Granica pól pomiędzy Piłatką a Antolinem stanowiła zachodnią granicę Ordynacji. Reforma uwłaszczeniowa z 1864 r. ustaliła obecny układ gruntów, na których osiedliło się 37 gospodarzy.